# Charles Derosne
Charles Derosne (* 23. Januar 1780 in Paris; † 21. September 1846 ebenda) war ein französischer Apotheker und Industrieller.
Derosne, der Sohn eines Pariser Apothekers, studierte Pharmazie und arbeitete in der Apotheke seines Bruders. Später wandte er sich der Zuckerproduktion zu und gründete eine Maschinenfabrik, die Apparate für die Zuckerindustrie baute.
Derosne fand das Narkotin im Opium (Salz von Derosne mit Alkaloid-Gemisch) und untersuchte das Aceton, das er mit seinem Bruder aus der Destillation von Kupferacetat gewann. Die größten Verdienste erwarb er sich aber um die Zuckerfabrikation und Branntweinbrennerei. Ab 1808 reinigte er Rohzucker mit Alkohol und in der von ihm gegründeten Zuckerfabrik in Challot reinigte er Zucker auch mit Tierkohle. In seine Maschinenfabrik für die Zuckerindustrie trat 1922 der junge Ingenieur Jean-François Cail, der daraus nach dem Tod von Derosne unter eigenem Namen eines der größten Industrieimperien im Frankreich des 19. Jahrhunderts machte.
Er soll auch 1816 zuerst Phosphor für Zündhölzer (entzündet durch Reiben an rauen Oberflächen) benutzt haben.